# Каттани, Франческо да Диаччето
Франческо да Диаччето Каттани (итал. Francesco Cattani da Diacceto; 1446—1522) — ученик Марсилио Фичино.
Оставил ряд сочинений по платоновской философии (издан. Базель, 1563) и «Tre libri d’amore» (Венеция, 1561, с жизнеописанием автора, написанным Varchi).

## Биография
Родился во Флоренции 16 ноября 1466 года, сын Дзаноби Каттани да Диаччето и Лионарды Ди Франческо ди Якопо Вентури. На девятнадцатом году жизни он женился на Лукреции Ди Каппоне ди Бартоломео Каппони, с которой у него было семь сыновей и шесть дочерей. С 1491 по 1492 год он изучал философию под руководством Оливьеро Ардуини в Пизанском университете. Вернувшись во Флоренцию, он стал учеником Марсилио Фичино и членом интеллектуальной группы, известной как Платоновская Академия.